# Cova de los Marranos
La Cova de los Marranos es troba a Venta de Fresnedo, dintre del municipi de Lamasón a Cantàbria, Espanya. Geològicament és una mena de baixant en èpoques d'inundacions, encara que posseïx un ampli vestíbul amb art rupestre.
Va ser descoberta en la dècada dels 50 del segle xx, i s'hi troben restes del Paleolític representats fonamentalment per lítica tallada en quarsita. D'altra banda hi ha una sivella de bronze de finals de l'edat mitjana, que indica la possibilitat que la cova podia haver servit d'abric per a viatgers.
L'any 2000 va ser declarada Bé d'interès cultural pel govern d'Espanya.
Per a accedir-hi cal seguir un camí que duu directament fins a dues boques.